# 乃则尔巴格镇
乃则尔巴格镇，是中华人民共和国新疆维吾尔自治区喀什地区喀什市下辖的一个乡镇级行政单位。

## 行政区划
乃则尔巴格镇下辖以下地区：
尤喀克毛拉扎德村、托万克毛拉扎德村、巴格艾日克村、托库孜塔什村、乃则尔巴格村、皮合森村、塔合塔科瑞克村、恰尔巴格村、阔什库勒村、亚贝希村、古鲁巴格村、喀萨甫买里村、布恰村、尤喀克喀孜热克村和琼布斯村。